# Аль-Вахда (Дамаск)
«Аль-Вахда» (араб. نادي الوحدة الدمشقي) — сирійський футбольний клуб з міста Дамаск. Утворений 1928 року. Домашні матчі проводить на арені «Аль-Аббасіїн», що вміщає 45 000 глядачів. 
Клуб одного разу перемагав у чемпіонаті Сирії та тричі вигравав національний кубок.

## Досягнення
- Чемпіон Сирії (2) : 2004, 2014.
- Володар Кубка Сирії (8) : 1993, 2003, 2012, 2013, 2015, 2016, 2017, 2019/20
- Володар Суперкубка Сирії (3) : 1993, 2016, 2020
- Фіналіст Кубка АФК (1) : 2004